# Антоново (Раменский район)
Антоново — деревня в Раменском муниципальном районе Московской области. Входит в состав сельского поселения Новохаритоновское. Население — 537 чел. (2010).

## География
Деревня Антоново расположена в восточной части Раменского района, примерно в 21 км к востоку от города Раменское. Высота над уровнем моря 131 м. В деревне 3 улицы — Молодёжная, Новая и Совхозная. Ближайший населённый пункт — село Карпово.

## История
В 1926 году деревня входила в Карповский сельсовет Карповской волости Богородского уезда Московской губернии.
С 1929 года — населённый пункт в составе Раменского района Московского округа Московской области.
C 1994 по 2002 года деревня входила в состав Карповского сельского округа Раменского района, а с 2002 и до муниципальной реформы 2006 года — в состав Новохаритоновского сельского округа.

## Население
| 1926 | 2002 | 2010 |
| ---- | ---- | ---- |
| 205  | ↗398 | ↗537 |

В 1926 году в деревне проживало 205 человек (84 мужчины, 121 женщина), насчитывалось 40 хозяйств, из которых 39 было крестьянских. По переписи 2002 года — 398 человек (164 мужчины, 234 женщины).